# Kras (żupania primorsko-gorska)
Kras – wieś w Chorwacji, w żupanii primorsko-gorskiej, w gminie Dobrinj. W 2011 roku liczyła 227 mieszkańców.